# Michael Stuart Brown
Michael Stuart Brown (sinh ngày 13.4.1941 ở Brooklyn, New York) là một nhà di truyền học người Mỹ, đã đoạt Giải Nobel Sinh lý và Y khoa năm 1985 (chung với Joseph L. Goldstein cho việc mô tả sự điều tiết của việc trao đổi chất cholesterol.

## Cuộc đời và Sự nghiệp
Ông học trường Cheltenham High School (Wyncote, PA), sau đó vào học ở Đại học Pennsylvania và tốt nghiệp năm 1962. Năm 1966 ông đậu bằng tiến sĩ y khoa ở Trường Y khoa Đại học Pennsylvania.
Chuyển tới làm việc ở "Trung tâm Khoa học Y tế Đại học Texas" ở Dallas (nay là UT Southwestern Medical Center = Trung tâm Y khoa Tây Nam đại học Texas), Brown và bạn đồng nghiệp Joseph L. Goldstein đã nghiên cứu việc trao đổi chất cholesterol và khám phá ra rằng các tế bào của con người có các cơ quan nhận (receptors) lipoprotein mật độ thấp (low-density lipoprotein, viết tắt là LDL), chúng chiết cholesterol ra từ dòng máu. Việc thiếu cơ quan nhận LDL sẽ gây ra chứng familial hypercholesterolemia, dẫn đến các bệnh nghiêm trọng liên quan tới cholesterol. Ngoài việc giải thích về mặt bệnh lý học cơ bản của bệnh này, công trình nghiên cứu của họ đã phát hiện ra một khía cạnh căn bản của khoa sinh học tế bào, đó là Receptor-mediated endocytosis.
Các khám phá của họ đã dẫn tới việc triển khai các thuốc statin, một hợp chất làm giảm cholesterol mà ngày nay khoảng 16 triệu người Mỹ sử dụng và là thuốc mà các bác sĩ thường hay cho toa ở Hoa Kỳ. Các khám phá của họ đã cứu được nhiều cuộc sống mỗi năm, cả ở Mỹ lẫn trên khắp thế giới. Tiếp theo các tiến bộ quan trọng này, nhóm các nhà nghiên cứu dưới sự hướng dẫn của họ đã làm sáng tỏ vai trò của việc biến đổi lipid của các protein (gọi là protein prenylation) trong bệnh ung thư.
Năm 1984 ông được Đại học Columbia trao giải Louisa Gross Horwitz chung với Joseph L. Goldstein. Năm 1988, Brown được thưởng National Medal of Science (Huy chương quốc gia về Khoa học) cho các đóng góp của ông vào Y học.
Ngoài chức giáo sư ở Đại học Texas, Brown cũng là thành viên của Ban giám đốc Khoa học của The Scripps Research Institute.

## Các giải thưởng
- 2003 Albany Medical Center Prize (Giải Trung tâm Y học Albany, chung với Joseph L. Goldstein)
- 1988 Giải thưởng Nhà nước về Khoa học, Hoa Kỳ
- 1985 Giải Nobel Sinh lý và Y khoa (chung với Joseph L. Goldstein)
- 1985 Giải Albert Lasker cho nghiên cứu Y học cơ bản (chung với Joseph L. Goldstein)
- 1984 Giải Louisa Gross Horwitz (chung với Joseph L. Goldstein)
- 1978 Giải Passano

## Các tác phẩm chính
- Brown MS, Goldstein JL (1974). "Expression of the familial hypercholesterolemia gene in heterozygotes: mechanism for a dominant disorder in man". Science (New York, N.Y.). Quyển 185 số 4145. tr. 61–3. PMID 4366052.
- Brown MS, Goldstein JL (1975). "Regulation of the activity of the low density lipoprotein receptor in human fibroblasts". Cell. Quyển 6 số 3. tr. 307–16. PMID 212203.
- Goldstein JL, Basu SK, Brunschede GY, Brown MS (1976). "Release of low density lipoprotein from its cell surface receptor by sulfated glycosaminoglycans". Cell. Quyển 7 số 1. tr. 85–95. PMID 181140.{{Chú thích tạp chí}}:  Quản lý CS1: nhiều tên: danh sách tác giả (liên kết)
- Brown MS, Goldstein JL (1976). "Receptor-mediated control of cholesterol metabolism". Science. Quyển 191 số 4223. tr. 150–4. PMID 174194.
- Goldstein JL, Sobhani MK, Faust JR, Brown MS (1976). "Heterozygous familial hypercholesterolemia: failure of normal allele to compensate for mutant allele at a regulated genetic locus". Cell. Quyển 9 số 2. tr. 195–203. PMID 184960.{{Chú thích tạp chí}}:  Quản lý CS1: nhiều tên: danh sách tác giả (liên kết)
- Brown MS, Goldstein JL (1976). "Analysis of a mutant strain of human fibroblasts with a defect in the internalization of receptor-bound low density lipoprotein". Cell. Quyển 9 số 4 PT 2. tr. 663–74. PMID 189940.
- Anderson RG, Brown MS, Goldstein JL (1977). "Role of the coated endocytic vesicle in the uptake of receptor-bound low density lipoprotein in human fibroblasts". Cell. Quyển 10 số 3. tr. 351–64. PMID 191195.{{Chú thích tạp chí}}:  Quản lý CS1: nhiều tên: danh sách tác giả (liên kết)
- Goldstein JL, Brown MS, Stone NJ (1977). "Genetics of the LDL receptor: evidence that the mutations affecting binding and internalization are allelic". Cell. Quyển 12 số 3. tr. 629–41. PMID 200368.{{Chú thích tạp chí}}:  Quản lý CS1: nhiều tên: danh sách tác giả (liên kết)
- Anderson RG, Goldstein JL, Brown MS (1977). "A mutation that impairs the ability of lipoprotein receptors to localise in coated pits on the cell surface of human fibroblasts". Nature. Quyển 270 số 5639. tr. 695–9. PMID 201867.{{Chú thích tạp chí}}:  Quản lý CS1: nhiều tên: danh sách tác giả (liên kết)
- Anderson RG, Vasile E, Mello RJ, Brown MS, Goldstein JL (1978). "Immunocytochemical visualization of coated pits and vesicles in human fibroblasts: relation to low density lipoprotein receptor distribution". Cell. Quyển 15 số 3. tr. 919–33. PMID 215316.{{Chú thích tạp chí}}:  Quản lý CS1: nhiều tên: danh sách tác giả (liên kết)
- Goldstein JL, Anderson RG, Brown MS (1979). "Coated pits, coated vesicles, and receptor-mediated endocytosis". Nature. Quyển 279 số 5715. tr. 679–85. PMID 221835.{{Chú thích tạp chí}}:  Quản lý CS1: nhiều tên: danh sách tác giả (liên kết)
- Mello RJ, Brown MS, Goldstein JL, Anderson RG (1980). "LDL receptors in coated vesicles isolated from bovine adrenal cortex: binding sites unmasked by detergent treatment". Cell. Quyển 20 số 3. tr. 829–37. PMID 6251975.{{Chú thích tạp chí}}:  Quản lý CS1: nhiều tên: danh sách tác giả (liên kết)
- Brown MS, Kovanen PT, Goldstein JL (1981). "Regulation of plasma cholesterol by lipoprotein receptors". Science. Quyển 212 số 4495. tr. 628–35. PMID 6261329.{{Chú thích tạp chí}}:  Quản lý CS1: nhiều tên: danh sách tác giả (liên kết)
- Basu SK, Goldstein JL, Anderson RG, Brown MS (1981). "Monensin interrupts the recycling of low density lipoprotein receptors in human fibroblasts". Cell. Quyển 24 số 2. tr. 493–502. PMID 6263497.{{Chú thích tạp chí}}:  Quản lý CS1: nhiều tên: danh sách tác giả (liên kết)
- Tolleshaug H, Goldstein JL, Schneider WJ, Brown MS (1982). "Posttranslational processing of the LDL receptor and its genetic disruption in familial hypercholesterolemia". Cell. Quyển 30 số 3. tr. 715–24. PMID 6291781.{{Chú thích tạp chí}}:  Quản lý CS1: nhiều tên: danh sách tác giả (liên kết)
- Basu SK, Goldstein JL, Brown MS (1983). "Independent pathways for secretion of cholesterol and apolipoprotein E by macrophages". Science. Quyển 219 số 4586. tr. 871–3. PMID 6823554.{{Chú thích tạp chí}}:  Quản lý CS1: nhiều tên: danh sách tác giả (liên kết)
- Brown MS, Anderson RG, Goldstein JL (1983). "Recycling receptors: the round-trip itinerary of migrant membrane proteins". Cell. Quyển 32 số 3. tr. 663–7. PMID 6299572.{{Chú thích tạp chí}}:  Quản lý CS1: nhiều tên: danh sách tác giả (liên kết)
- Tolleshaug H, Hobgood KK, Brown MS, Goldstein JL (1983). "The LDL receptor locus in familial hypercholesterolemia: multiple mutations disrupt transport and processing of a membrane receptor". Cell. Quyển 32 số 3. tr. 941–51. PMID 6299582.{{Chú thích tạp chí}}:  Quản lý CS1: nhiều tên: danh sách tác giả (liên kết)
- Larkin JM, Brown MS, Goldstein JL, Anderson RG (1983). "Depletion of intracellular potassium arrests coated pit formation and receptor-mediated endocytosis in fibroblasts". Cell. Quyển 33 số 1. tr. 273–85. PMID 6147196.{{Chú thích tạp chí}}:  Quản lý CS1: nhiều tên: danh sách tác giả (liên kết)
- Orci L, Brown MS, Goldstein JL, Garcia-Segura LM, Anderson RG (1984). "Increase in membrane cholesterol: a possible trigger for degradation of HMG CoA reductase and crystalloid endoplasmic reticulum in UT-1 cells". Cell. Quyển 36 số 4. tr. 835–45. PMID 6705048.{{Chú thích tạp chí}}:  Quản lý CS1: nhiều tên: danh sách tác giả (liên kết)
- Chin DJ, Gil G, Russell DW (1984). "Nucleotide sequence of 3-hydroxy-3-methyl-glutaryl coenzyme A reductase, a glycoprotein of endoplasmic reticulum". Nature. Quyển 308 số 5960. tr. 613–7. PMID 6546784.{{Chú thích tạp chí}}:  Quản lý CS1: nhiều tên: danh sách tác giả (liên kết)
- Russell DW, Schneider WJ, Yamamoto T, Luskey KL, Brown MS, Goldstein JL (1984). "Domain map of the LDL receptor: sequence homology with the epidermal growth factor precursor". Cell. Quyển 37 số 2. tr. 577–85. PMID 6327078.{{Chú thích tạp chí}}:  Quản lý CS1: nhiều tên: danh sách tác giả (liên kết)
- Reynolds GA, Basu SK, Osborne TF (1984). "HMG CoA reductase: a negatively regulated gene with unusual promoter and 5' untranslated regions". Cell. Quyển 38 số 1. tr. 275–85. PMID 6088070.{{Chú thích tạp chí}}:  Quản lý CS1: nhiều tên: danh sách tác giả (liên kết)
- Yamamoto T, Davis CG, Brown MS (1984). "The human LDL receptor: a cysteine-rich protein with multiple Alu sequences in its mRNA". Cell. Quyển 39 số 1. tr. 27–38. PMID 6091915.{{Chú thích tạp chí}}:  Quản lý CS1: nhiều tên: danh sách tác giả (liên kết)
- Lehrman MA, Schneider WJ, Südhof TC, Brown MS, Goldstein JL, Russell DW (1985). "Mutation in LDL receptor: Alu-Alu recombination deletes exons encoding transmembrane and cytoplasmic domains". Science. Quyển 227 số 4683. tr. 140–6. PMID 3155573.{{Chú thích tạp chí}}:  Quản lý CS1: nhiều tên: danh sách tác giả (liên kết)
- Südhof TC, Goldstein JL, Brown MS, Russell DW (1985). "The LDL receptor gene: a mosaic of exons shared with different proteins". Science. Quyển 228 số 4701. tr. 815–22. PMID 2988123.{{Chú thích tạp chí}}:  Quản lý CS1: nhiều tên: danh sách tác giả (liên kết)
- Südhof TC, Russell DW, Goldstein JL, Brown MS, Sanchez-Pescador R, Bell GI (1985). "Cassette of eight exons shared by genes for LDL receptor and EGF precursor". Science. Quyển 228 số 4701. tr. 893–5. PMID 3873704.{{Chú thích tạp chí}}:  Quản lý CS1: nhiều tên: danh sách tác giả (liên kết)
- Gil G, Faust JR, Chin DJ, Goldstein JL, Brown MS (1985). "Membrane-bound domain of HMG CoA reductase is required for sterol-enhanced degradation of the enzyme". Cell. Quyển 41 số 1. tr. 249–58. PMID 3995584.{{Chú thích tạp chí}}:  Quản lý CS1: nhiều tên: danh sách tác giả (liên kết)
- Lehrman MA, Goldstein JL, Brown MS, Russell DW, Schneider WJ (1985). "Internalization-defective LDL receptors produced by genes with nonsense and frameshift mutations that truncate the cytoplasmic domain". Cell. Quyển 41 số 3. tr. 735–43. PMID 3924410.{{Chú thích tạp chí}}:  Quản lý CS1: nhiều tên: danh sách tác giả (liên kết)
- Osborne TF, Goldstein JL, Brown MS (1985). "5' end of HMG CoA reductase gene contains sequences responsible for cholesterol-mediated inhibition of transcription". Cell. Quyển 42 số 1. tr. 203–12. PMID 3860301.{{Chú thích tạp chí}}:  Quản lý CS1: nhiều tên: danh sách tác giả (liên kết)
- Brown MS, Goldstein JL (1985). "Scavenger cell receptor shared". Nature. Quyển 316 số 6030. tr. 680–1. PMID 4033768.
- Brown MS, Goldstein JL (1986). "A receptor-mediated pathway for cholesterol homeostasis". Science. Quyển 232 số 4746. tr. 34–47. PMID 3513311.
- Davis CG, Lehrman MA, Russell DW, Anderson RG, Brown MS, Goldstein JL (1986). "The J.D. mutation in familial hypercholesterolemia: amino acid substitution in cytoplasmic domain impedes internalization of LDL receptors". Cell. Quyển 45 số 1. tr. 15–24. PMID 3955657.{{Chú thích tạp chí}}:  Quản lý CS1: nhiều tên: danh sách tác giả (liên kết)
- Yamamoto T, Bishop RW, Brown MS, Goldstein JL, Russell DW (1986). "Deletion in cysteine-rich region of LDL receptor impedes transport to cell surface in WHHL rabbit". Science. Quyển 232 số 4755. tr. 1230–7. PMID 3010466.{{Chú thích tạp chí}}:  Quản lý CS1: nhiều tên: danh sách tác giả (liên kết)
- Lehrman MA, Goldstein JL, Russell DW, Brown MS (1987). "Duplication of seven exons in LDL receptor gene caused by Alu-Alu recombination in a subject with familial hypercholesterolemia". Cell. Quyển 48 số 5. tr. 827–35. PMID 3815525.{{Chú thích tạp chí}}:  Quản lý CS1: nhiều tên: danh sách tác giả (liên kết)
- Südhof TC, Russell DW, Brown MS, Goldstein JL (1987). "42 bp element from LDL receptor gene confers end-product repression by sterols when inserted into viral TK promoter". Cell. Quyển 48 số 6. tr. 1061–9. PMID 3030558.{{Chú thích tạp chí}}:  Quản lý CS1: nhiều tên: danh sách tác giả (liên kết)
- Davis CG, Goldstein JL, Südhof TC, Anderson RG, Russell DW, Brown MS (1987). "Acid-dependent ligand dissociation and recycling of LDL receptor mediated by growth factor homology region". Nature. Quyển 326 số 6115. tr. 760–5. doi:10.1038/326760a0. PMID 3494949.{{Chú thích tạp chí}}:  Quản lý CS1: nhiều tên: danh sách tác giả (liên kết)
- Hofmann SL, Russell DW, Brown MS, Goldstein JL, Hammer RE (1988). "Overexpression of low density lipoprotein (LDL) receptor eliminates LDL from plasma in transgenic mice". Science. Quyển 239 số 4845. tr. 1277–81. PMID 3344433.{{Chú thích tạp chí}}:  Quản lý CS1: nhiều tên: danh sách tác giả (liên kết)
- Reiss Y, Goldstein JL, Seabra MC, Casey PJ, Brown MS (1990). "Inhibition of purified p21ras farnesyl:protein transferase by Cys-AAX tetrapeptides". Cell. Quyển 62 số 1. tr. 81–8. PMID 2194674.{{Chú thích tạp chí}}:  Quản lý CS1: nhiều tên: danh sách tác giả (liên kết)
- Yokode M, Hammer RE, Ishibashi S, Brown MS, Goldstein JL (1990). "Diet-induced hypercholesterolemia in mice: prevention by overexpression of LDL receptors". Science. Quyển 250 số 4985. tr. 1273–5. PMID 2244210.{{Chú thích tạp chí}}:  Quản lý CS1: nhiều tên: danh sách tác giả (liên kết)
- Seabra MC, Reiss Y, Casey PJ, Brown MS, Goldstein JL (1991). "Protein farnesyltransferase and geranylgeranyltransferase share a common alpha subunit". Cell. Quyển 65 số 3. tr. 429–34. PMID 2018975.{{Chú thích tạp chí}}:  Quản lý CS1: nhiều tên: danh sách tác giả (liên kết)
- Chen WJ, Andres DA, Goldstein JL, Russell DW, Brown MS (1991). "cDNA cloning and expression of the peptide-binding beta subunit of rat p21ras farnesyltransferase, the counterpart of yeast DPR1/RAM1". Cell. Quyển 66 số 2. tr. 327–34. PMID 1855253.{{Chú thích tạp chí}}:  Quản lý CS1: nhiều tên: danh sách tác giả (liên kết)
- Seabra MC, Brown MS, Slaughter CA, Südhof TC, Goldstein JL (1992). "Purification of component A of Rab geranylgeranyl transferase: possible identity with the choroideremia gene product". Cell. Quyển 70 số 6. tr. 1049–57. PMID 1525821.{{Chú thích tạp chí}}:  Quản lý CS1: nhiều tên: danh sách tác giả (liên kết)
- Brown MS, Goldstein JL (1992). "Koch's postulates for cholesterol". Cell. Quyển 71 số 2. tr. 187–8. PMID 1423585.
- Andres DA, Seabra MC, Brown MS (1993). "cDNA cloning of component A of Rab geranylgeranyl transferase and demonstration of its role as a Rab escort protein". Cell. Quyển 73 số 6. tr. 1091–9. PMID 8513495.{{Chú thích tạp chí}}:  Quản lý CS1: nhiều tên: danh sách tác giả (liên kết)
- Yokoyama C, Wang X, Briggs MR (1993). "SREBP-1, a basic-helix-loop-helix-leucine zipper protein that controls transcription of the low density lipoprotein receptor gene". Cell. Quyển 75 số 1. tr. 187–97. PMID 8402897.{{Chú thích tạp chí}}:  Quản lý CS1: nhiều tên: danh sách tác giả (liên kết)
- Garcia CK, Goldstein JL, Pathak RK, Anderson RG, Brown MS (1994). "Molecular characterization of a membrane transporter for lactate, pyruvate, and other monocarboxylates: implications for the Cori cycle". Cell. Quyển 76 số 5. tr. 865–73. PMID 8124722.{{Chú thích tạp chí}}:  Quản lý CS1: nhiều tên: danh sách tác giả (liên kết)
- Wang X, Sato R, Brown MS, Hua X, Goldstein JL (1994). "SREBP-1, a membrane-bound transcription factor released by sterol-regulated proteolysis". Cell. Quyển 77 số 1. tr. 53–62. PMID 8156598.{{Chú thích tạp chí}}:  Quản lý CS1: nhiều tên: danh sách tác giả (liên kết)
- Sakai J, Duncan EA, Rawson RB, Hua X, Brown MS, Goldstein JL (1996). "Sterol-regulated release of SREBP-2 from cell membranes requires two sequential cleavages, one within a transmembrane segment". Cell. Quyển 85 số 7. tr. 1037–46. PMID 8674110.{{Chú thích tạp chí}}:  Quản lý CS1: nhiều tên: danh sách tác giả (liên kết)
- Hua X, Nohturfft A, Goldstein JL, Brown MS (1996). "Sterol resistance in CHO cells traced to point mutation in SREBP cleavage-activating protein". Cell. Quyển 87 số 3. tr. 415–26. PMID 8898195.{{Chú thích tạp chí}}:  Quản lý CS1: nhiều tên: danh sách tác giả (liên kết)
- Brown MS, Goldstein JL (1997). "The SREBP pathway: regulation of cholesterol metabolism by proteolysis of a membrane-bound transcription factor". Cell. Quyển 89 số 3. tr. 331–40. PMID 9150132.
- DeBose-Boyd RA, Brown MS, Li WP, Nohturfft A, Goldstein JL, Espenshade PJ (1999). "Transport-dependent proteolysis of SREBP: relocation of site-1 protease from Golgi to ER obviates the need for SREBP transport to Golgi". Cell. Quyển 99 số 7. tr. 703–12. PMID 10619424.{{Chú thích tạp chí}}:  Quản lý CS1: nhiều tên: danh sách tác giả (liên kết)
- Brown MS, Ye J, Rawson RB, Goldstein JL (2000). "Regulated intramembrane proteolysis: a control mechanism conserved from bacteria to humans". Cell. Quyển 100 số 4. tr. 391–8. PMID 10693756.{{Chú thích tạp chí}}:  Quản lý CS1: nhiều tên: danh sách tác giả (liên kết)
- Nohturfft A, Yabe D, Goldstein JL, Brown MS, Espenshade PJ (2000). "Regulated step in cholesterol feedback localized to budding of SCAP from ER membranes". Cell. Quyển 102 số 3. tr. 315–23. PMID 10975522.{{Chú thích tạp chí}}:  Quản lý CS1: nhiều tên: danh sách tác giả (liên kết)
- Yang T, Espenshade PJ, Wright ME (2002). "Crucial step in cholesterol homeostasis: sterols promote binding of SCAP to INSIG-1, a membrane protein that facilitates retention of SREBPs in ER". Cell. Quyển 110 số 4. tr. 489–500. PMID 12202038.{{Chú thích tạp chí}}:  Quản lý CS1: nhiều tên: danh sách tác giả (liên kết)